# الزيتونة الرياضية
الزيتونة الرياضية (بالفرنسية: Zitouna Sports)‏، هو نادي رياضي تونسي متعدد الاختصاصات في تونس العاصمة وله عدة فروع أبرزها كرة الطائرة وكرة السلة وكرة اليد وألعاب القوى و يتنافس فيها ضمن البطولات المحلية، إضافة إلى تمثيل تونس في المنافسات القارية والدولية.

## سجل ألقاب النادي
كرة السلة :
- بطولة السلة للرجال  (1) : 1973.
- كأس السلة للرجال  (3) : 1959، 1967، 1969.
- بطولة السلة للسيدات  (8) : 1974، 1975، 1976، 1977، 1978، 1979، 1980، 1981.
- كأس السلة للسيدات  ★ (13) : 1966، 1971، 1973، 1974، 1975، 1977، 1978، 1979، 1980، 1981، 1997، 1999، 2004.

كرة اليد :
- بطولة اليد للسيدات  (3) : 1966، 1970، 1971.
- كأس اليد للسيدات  (2) :  1970، 1972.

كرة الطائرة :
- بطولة الطائرة للرجال  (2) : 1942، 1947.
- كأس الطائرة للسيدات (0) :

♦ الدور النهائي  (1) : 1985.
ألعاب القوى :
- بطولة تونس لألعاب القوى  ★ ★ (20) : 1963، 1965، 1968، 1973، 1974، 1975، 1976، 1977، 1978، 1979، 1980، 1981، 1982، 1983، 1984، 1985، 1986، 1987، 1988، 2011.